# Harrie Duda
Harrie Duda (Roermond, 21 maart 1938) is een voormalig Nederlands voetballer die tijdens zijn profloopbaan uitkwam voor Helmondia '55 en VVV.

## Loopbaan
In 1961 maakte Duda de overstap van eerstedivisionist Helmondia '55 naar VVV. Op 27 augustus 1961 debuteerde hij in de Eredivisie in de door VVV met 2-1 verloren uitwedstrijd bij Blauw Wit. Een jaar later verliet de linksbuiten bij gebrek aan speeltijd de Venlose club alweer. Duda speelde nadien nog bij de amateurs van RFC Roermond en HVV Helmond.

## Clubstatistieken
| Seizoen | Club          | Land      | Competitie       | Duels | Goals |
| ------- | ------------- | --------- | ---------------- | ----- | ----- |
| 1957/58 | Helmondia '55 | Nederland | Eerste divisie B | ??    | 7     |
| 1958/59 | Helmondia '55 | Nederland | Eerste divisie B | ??    | 4     |
| 1959/60 | Helmondia '55 | Nederland | Eerste divisie B | ??    | 7     |
| 1960/61 | Helmondia '55 | Nederland | Eerste divisie A | ??    | 6     |
| 1961/62 | VVV           | Nederland | Eredivisie       | 2     | 0     |
| Totaal  | Totaal        | Totaal    | Totaal           | ??    | 24    |